# 洛厄爾 (愛達荷州)
洛厄爾（英語：Lowell）是位於美國愛達荷州愛達荷縣的一個非建制地區。該地的面積和人口皆未知。

## 地理
洛厄爾的座標為46°08′38″N 115°35′49″W / 46.14389°N 115.59694°W，而該地的平均海拔高度為453米（即1486英尺）。